# Filmografie van Donald Duck

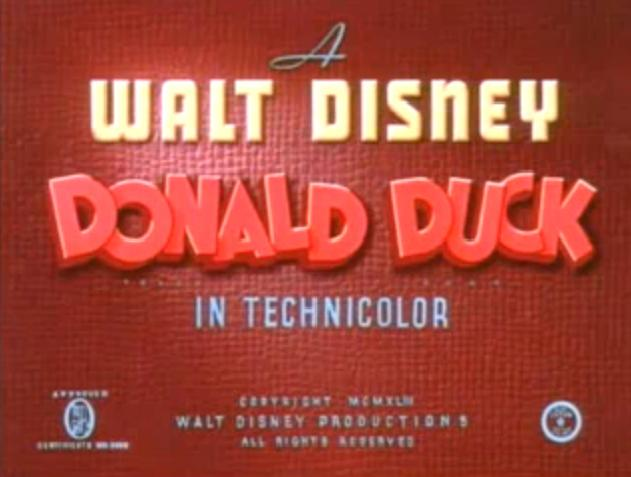

Donald Duck verscheen in veel Disneyfilms over de jaren heen vanaf 1934. Toen het steeds lastiger werd voor de scriptschrijvers om met verhaallijnen te komen voor de animatiefilms van Mickey Mouse, introduceerde Walt in 1937 een filmografie voor Donald Duck. Donald werd in een razende tempo ontzettend populair om zijn korte lontje. Waar Mickey altijd braaf en netjes bleef, kreeg Donald Duck, die het wel allemaal goed bedoelt, woede-uitbarstingen. Hier volgt een lijst met de filmografie van Donald Duck.

## Jaren 30

### 1934
- The Wise Little Hen (Silly Symphonies)
- The Orhan's Benefit (Mickey Mouse, in zwart-wit)
- The Dognapper (Mickey Mouse, in zwart-wit)

### 1935
- The Band Concert (Mickey Mouse)
- Mickey's Service Station (Mickey Mouse)
- Mickey's Fire Brigade (Mickey Mouse)
- On Ice (Mickey Mouse)

### 1936
- Mickey's Polo Team (Mickey Mouse)
- Orphans' Picnic (Mickey Mouse)
- Mickey's Grand Opera (Mickey Mouse)
- Moving Day (Mickey Mouse, eerste film van Donald Duck met een nieuw uiterlijk)
- Alpine Klimmers (Mickey Mouse)
- Mickey's Circus (Mickey Mouse)
- Donald and Pluto (oorspronkelijk een Mickey Mouse  tekenfilm)

### 1937
- Don Donald (eerste korte tekenfilm van de serie A Walt Disney Donald Duck)
- Magicians Mickey (Mickey Mouse)
- Moose Hunters (Mickey Mouse)
- Mickey's Amateurs (Mickey Mouse)
- Modern Inventions
- Hawaiian Holiday (Mickey Mouse)
- Clock Cleaners (Mickey Mouse)
- Donald's Ostrich
- Lonesome Ghosts (Mickey Mouse)

### 1938
- Self Control
- Boat Builders (Mickey Mouse)
- Donald's Better Self
- Donald's Nephews (met Kwik, Kwek en Kwak)
- Mickey's Trailer (Mickey Mouse)
- Polar Trappers (Donald & Goofy)
- Good Scouts (met Kwik, Kwek en Kwak)
- The Fox Hunt (Donald & Goofy)
- The Whalers (Mickey Mouse)
- Donald's Golf Game (met Kwik, Kwek en Kwak)
- Mother Goose Goes Hollywood (Silly Symphonies)

### 1939
- Donald's Lucky Day
- The Hockey Champ (met Kwik, Kwek en Kwak)
- Donald's Cousin Gus (met Gijs Gans)
- Beach Picnic (met Pluto)
- Sea Scouts (met Kwik, Kwek en Kwak)
- Donald's Penguin
- The Autograph Hound
- The Standard Parade (cameo in reclamefilm)
- Officer Duck

## Jaren 40

### 1940
- The Riveter
- Donald's Dog Laundry (met Pluto)
- Tugboat Mickey (Mickey Mouse)
- Billposters (Donald & Goofy)
- Mr. Duck Steps Out (met Kwik, Kwek en Kwak en Katrien Duck)
- Put-Put Troubles (met Pluto)
- Donald's Vacation
- The Volunteer Worker (propagandafilmpje voor collectes)
- Window Cleaners (met Pluto)
- Fire Chief (met Kwik, Kwek en Kwak)

### 1941
- Timber
- Golden Eggs
- A Good Time for a Dime
- The Nifty Nineties (Mickey Mouse)
- The Reluctant Dragon (cameo)
- Early To Bed
- Truant Officer Donald (met Kwik, Kwek en Kwak)
- The Orphan's Benefit (Mickey Mouse, remake)
- Old MacDonald Duck
- Donald's Camera
- Chef Donald

### 1942
- Donald’s Decision (propagandafilmpje WOII)
- All Together (propagandafilmpje WOII)
- The Village Smithy
- The New Spirit (propagandafilmpje WOII)
- Mickey's Birthday Party (Mickey Mouse)
- Symphony Hour (Mickey Mouse)
- Donald's Snow Fight (met Kwik, Kwek en Kwak)
- Donald Gets Drafted
- Donald's Garden
- Donald's Gold Mine
- The Vanishing Private
- Sky Trooper
- Bellboy Donald

### 1943
- Der Fuehrer's Face (won de Oscar voor beste korte animatiefilm)
- The Spirit of '43 (Propagandafilmpje WOII)
- Donald's Tire Trouble
- Saludos Amigos (lange animatiefilm)
- The Flying Jalopy
- Fall Out Fall In
- The Old Army Game
- Home Defense (met Kwik, Kwek en Kwak)

### 1944
- Trombone Trouble
- Donald Duck and the Gorilla (met Kwik, Kwek en Kwak)
- Contrary Condor
- Commando Duck
- The Plastics Inventor
- Donald's Off Day (met Kwik, Kwek en Kwak)

### 1945
- The Clock Watcher
- The Three Caballeros (lange animatiefilm)
- The Eyes Have It (met Pluto)
- Donald's Crime (met Kwik, Kwek en Kwak en Katrien Duck)
- Duck Pimples
- No Sail (Donald & Goofy)
- Cured Duck (met Katrien Duck)
- Old Sequoia

### 1946
- Donald's Double Trouble (met Katrien Duck)
- Wet Paint
- Dumb Bell of the Yukon
- Lighthouse Keeping
- Frank Duck Brings 'em Back Alive (Donald & Goofy)

### 1947
- Straight Shooters (met Kwik, Kwek en Kwak)
- Sleepy Time Donald (met Katrien Duck)
- Clown of the Jungle
- Donald's Dilemma (met Katrien Duck)
- Crazy with the Heat (Donald & Goofy)
- Bootle Beetle (met Cornelis Kever)
- Wide Open Spaces
- Mickey and the Beanstalk (segment uit Vrij en Vrolijk)
- Chip 'n' Dale (de eerste ontmoeting van Donald Duck met Knabbel en Babbel)

### 1948
- Drip Dippy Donald
- Daddy Duck
- Donald's Dream Voice (met Katrien Duck)
- Blame It On the Samba (segment uit Melody Time)
- The Trial of Donald Duck
- Inferior Decorators
- Soup's On (met Kwik, Kwek en Kwak)
- Three for Breakfast (met Knabbel en Babbel)
- Tea for Two Hundred

### 1949
- Donald's Happy Birthday (met Kwik, Kwek en Kwak)
- Sea Salts (met Cornelis Kever)
- Winter Storage (met Knabbel en Babbel)
- Honey Harvester
- All In a Nutshell (met Knabbel en Babbel)
- The Greener Yard (met Cornelis Kever)
- Slide, Donald, Slide
- Toy Tinkers (met Knabbel en Babbel)

## Jaren 50

### 1950
- Lion Around (met Kwik, Kwek en Kwak)
- Crazy Over Daisy (met Knabbel en Babbel)
- Trailer Horn (met Knabbel en Babbel)
- Hook, Lion and Sinter
- Bee at the Beach
- Out on a Limb (met Knabbel en Babbel)

### 1951
- Dude Duck
- Corn Chips (met Knabbel en Babbel)
- Test Pilot Donald (met Knabbel en Babbel)
- Lucky Number (met Kwik, Kwek en Kwak)
- Out of Scale (met Knabbel en Babbel)
- Bee on Guard

### 1952
- Donald Applecore (met Knabbel en Babbel)
- Let's Stick Together
- Uncle Donald's Ants
- Trick or Treat (met Kwik, Kwek en Kwak)
- Pluto's Christmas Tree (cameo in een Mickey Mouse tekenfilm)

### 1953
- Don's Fountain of Youth (met Kwik, Kwek en Kwak)
- The New Neighbor
- Rugged Bear (met Humphrey de beer)
- Worging for Peanuts (met Knabbel en Babbel)
- Canvas Back Duck (met Kwik, Kwek en Kwak)

### 1954
- Spare the Rod (met Kwik, Kwek en Kwak)
- Donald's Diary (met Katrien Duck)
- Dragon Around (met Knabbel en Babbel)
- Grin and Bear It (met Humphrey de beer)
- The Flying Squirrel
- Grand Canyonscope (animatie in CinemaScope formaat)

### 1955
- No Hunting
- Bearly Asleep (met Humphrey de beer)
- Beezy Bear (met Humphrey de beer)
- Up a Tree (met Knabbel en Babbel)

### 1956
- Chips Ahoy (met Knabbel en Babbel)
- How to have an Accident in the Home

### 1959
- Donald in Mathmagic Land (educatieve film)
- How to Have an Accident at Work

## Jaren 60

### 1961
- Donald and the Wheel
- The Litterbug (met Kwik, Kwek en Kwak)

### 1965
- Steel and America (reclamefilm)
- Donald's Fire Survival Plan (voorlichtingsfilm)

### 1967
- Family Planning (voorlichtingsfilm van de Amerikaanse overheid)

## Jaren 80

### 1983
- Mickey's Christmas Carol

### 1988
- Who Framed Roger Rabbit (cameo)

## Jaren 90

### 1990
- The Prince and the Pauper

### 1995
- A Goofy Movie (cameo)

### 1999
- Stuck on Christmas (segment uit Mickey's Once Upon a Christmas)
- Pomp and Circumstance Marches (segment uit Fantasia 2000)

## Jaren 2000 en later

### 2002
- Mickey's House of Villains

### 2003
- Mickey's PhilharMagic (een stereoscopische film in de pretparken van Walt Disney)

### 2004
- Mickey, Donald and Goofy: The Three Musketeers (lange animatiefilm)
- Mickey's Twice Upon a Christmas

### 2023
- Once Upon a Studio (cameo)

## Televisie
Donald Duck komt voor in de volgende series en producties die zijn gemaakt voor televisie:
- A Day in the Life of Donald Duck (1956, in zwart-wit)
- This is Your Life, Donald Duck (1960)
- Inside Donald Duck (1961), een aflevering van Walt Disney's Wonderful World of Color
- DuckTales (1987-1990 en vanaf 2017)
- Quack Pack (1996)
- Mickey Mouse Works (1999-2000)
- House of Mouse (2001-2003)
- Mickey Mouse Clubhouse (2006-2016)
- Legend of the Three Caballeros (2018)